# Culture du Liberia

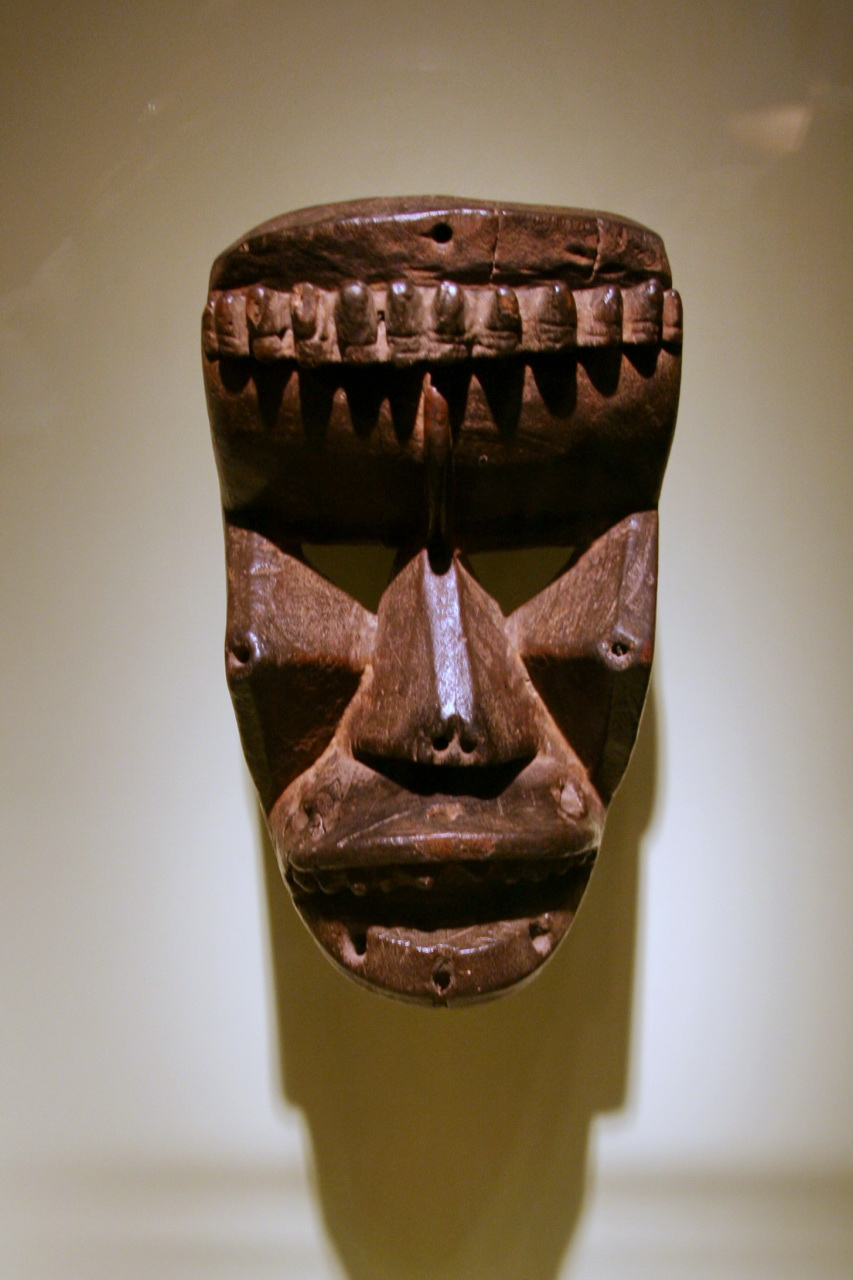
Masque krahn

La culture du Liberia, petit pays d'Afrique de l'Ouest, désigne d'abord les pratiques culturelles observables de ses 4 500 000 habitants, en estimation 2017.

## Langues, peuples, cultures
- Langues au Liberia, Langues du Liberia
- Anglais

### Langues
- - Anglais libérien (en)
  - Créole libérien (anglais libérien vernaculaire)
  - Merico (en) (americano-libérien)
- Langues traditionnelles :
  - Kpelle, Bassa, Grebo, Dan, Mano, Krou, Loma, Gola, Vaï, Krahn, Mandingue…

### Peuples
- Groupes ethniques au Liberia :
  - Peuple Américo-libérien
  - Bandi, Bassa, Dan
  - Gbi, Gola, Grebo, Guéré, Gallinas
  - Jabo (en) (Gweabo/Nimiah), Kissi, Koniake, Kouranko, Kpelle, Krahn, Kru (Seedies et Kroomen (en))
  - Loma, Mano, Mendé Vaï
  - Diaspora libanaise
- Diaspora libérienne, Émigrants libériens, Émigrés libériens, Expatriés libériens, Exilés libériens
- Émigrants au Liberia, Expatriés au Liberia
- Liste des groupes ethniques d'Afrique

## Traditions

### Religion
- Religions traditionnelles africaines, Animisme, Fétichisme, Esprit tutélaire, Mythologies africaines
- Religion en Afrique, Christianisme en Afrique, Islam en Afrique
- Islam radical en Afrique noire
- Anthropologie de la religion
- Christianisme (75 à 85 %)
  - Église catholique au Liberia (en) (160 000-200 000, soit 6,8 %)
  - Méthodisme, Évangélisme, Presbytérianisme, Baptisme, Luthéranisme, Témoins de Jéhovah, Anglicanisme, Église de Jésus-Christ des saints des derniers jours au Liberia (en) (environ 15 000 en 2022), Église épiscopalienne des États-Unis, Adventisme
- Religions minoritaires
  - Islam au Liberia (12-30 %), Ahmadiyya au Liberia (en)
  - Foi baha'ie au Liberia (en) (11 000 environ)
  - Hindouisme au Liberia (en)
- Religions traditionnelles africaines (>50 %), avec syncrétisme
  - Société Sande et autres sociétés à initiation
  - Aniota (hommes-léopards), Société des crocodiles (en), Poro (rituel)

### Symboles
- Armoiries du Liberia
- Drapeau du Liberia
- Hymne national :All Hail, Liberia Hail
- Devise nationale : The love of liberty brought us here (anglais) ou L'amour de la liberté nous a amenés ici
- Oiseau national : Bulbul des jardins

### Folklore et Mythologie
- Bai T. Moore (en) (1916-1988), folkloriste

### Fêtes
- Jours fériés publics au Liberia (en)

## Vie sociale

### Famille
- Mutilations génitales féminines
- Polygamie au Liberia (en)
- Droits LGBT au Liberia
- Prostitution au Liberia (en)

### Société
- Palabre, Arbre à palabres
- Poro (rituel) et société initiatique Mande, au Libéria, en Côte d'Ivoire et en Sierra Leone
- Société Sande, société initiatique, masques, excision,
- Liste de gens du Liberia (en)
- Ordre maçonnique du Liberia (en)

### Éducation
- Éducation au Liberia (en)
- Liste d'établissements universitaires au Liberia (en)

### Droit
- Criminalité au Liberia
- Corruption au Liberia (en)
- Trafics humains au Liberia (en)
- Droits de l'homme au Liberia, Ellen Johnson Sirleaf (1938, Ange de la Paix 2014)
- Rapport Liberia 2016-2017 d'Amnesty International (inexistant)

### État
- Histoire du Liberia
- Politique au Liberia
- Liste de conflits au Libéria
- Kwi, occidentalisation

## Arts de la table

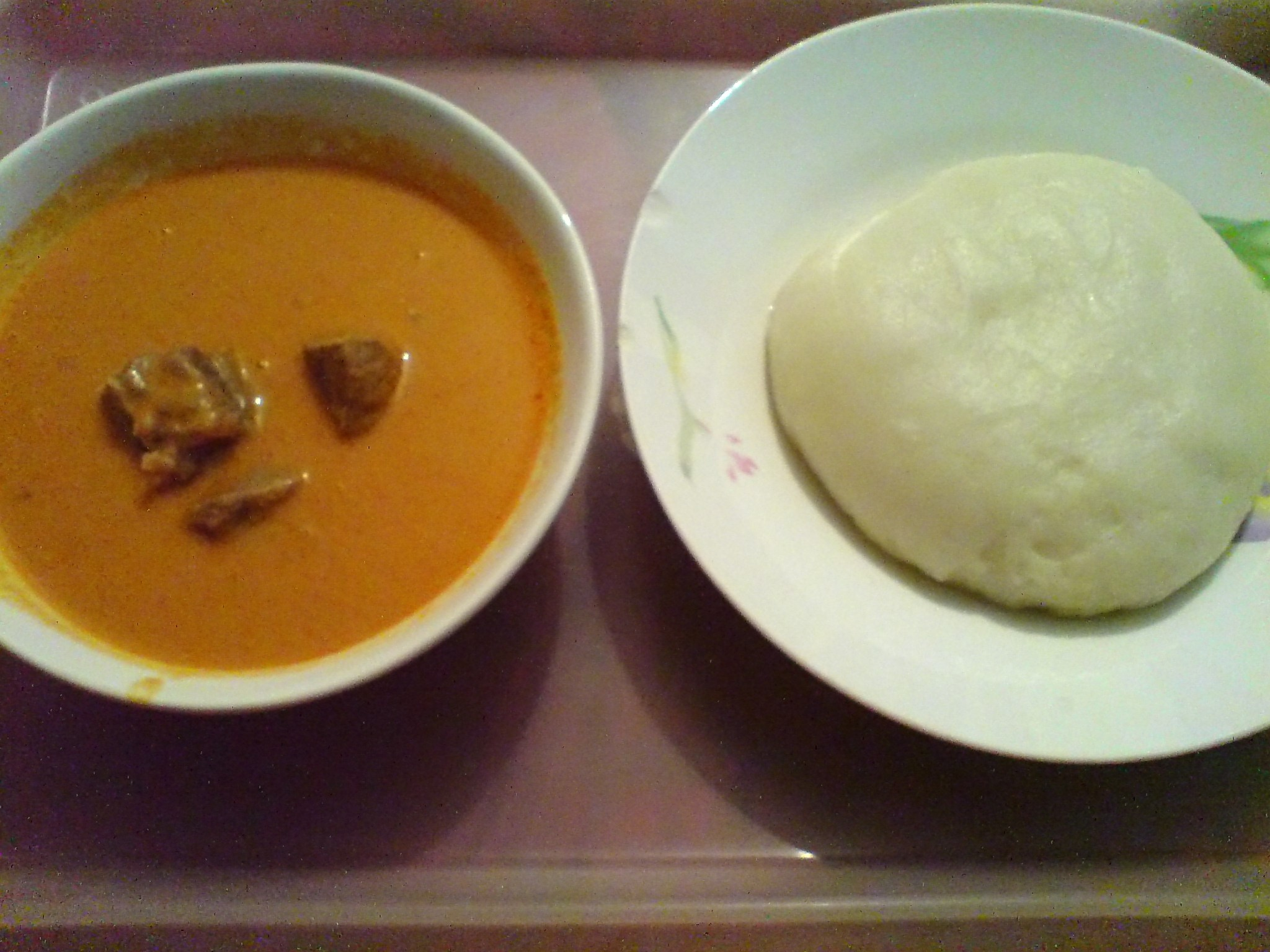
Assiette de Foufou (à droite), et soupe de cacahuètes

### Cuisine(s)
- Cuisine libérienne
- Cuisine sierra-léonaise
- Cuisine africaine
- Poisson
- Viande de brousse
- Riz, taro, Foufou (dumboy), Manioc, Banane plantain, Patate douce, geebee…
- Légumes autres, Solanum incanum, okra…
- Fruits

### Boisson(s)

#### traditionnelles
- jus de cane,
- vin de palme

#### modernes
- jus de fruits gazeux,
- Coca Cola, Fanta et Sprite, produits localement, sous licence.

## Santé
- Santé au Liberia (en)
- Épidémie de maladie à virus Ebola en Afrique de l'Ouest, Ebola au Liberia (en)

### Jeux populaires
- Divertissements au Libéria
- Football, Basketball, Cricket
- Plongée, pêche,
- Athlétisme
- Yoga

### Sports
- Sport au Liberia, Rubriques sportives du Liberia
- Sportifs libériens, Sportives libériennes
- Liberia aux Jeux olympiques
- Liberia aux Jeux paralympiques
- Jeux du Commonwealth
- Jeux africains ou Jeux panafricains, depuis 1965, tous les 4 ans (...2011-2015-2019...)

#### Arts martiaux
- Liste des luttes traditionnelles africaines par pays

## Médias
̈

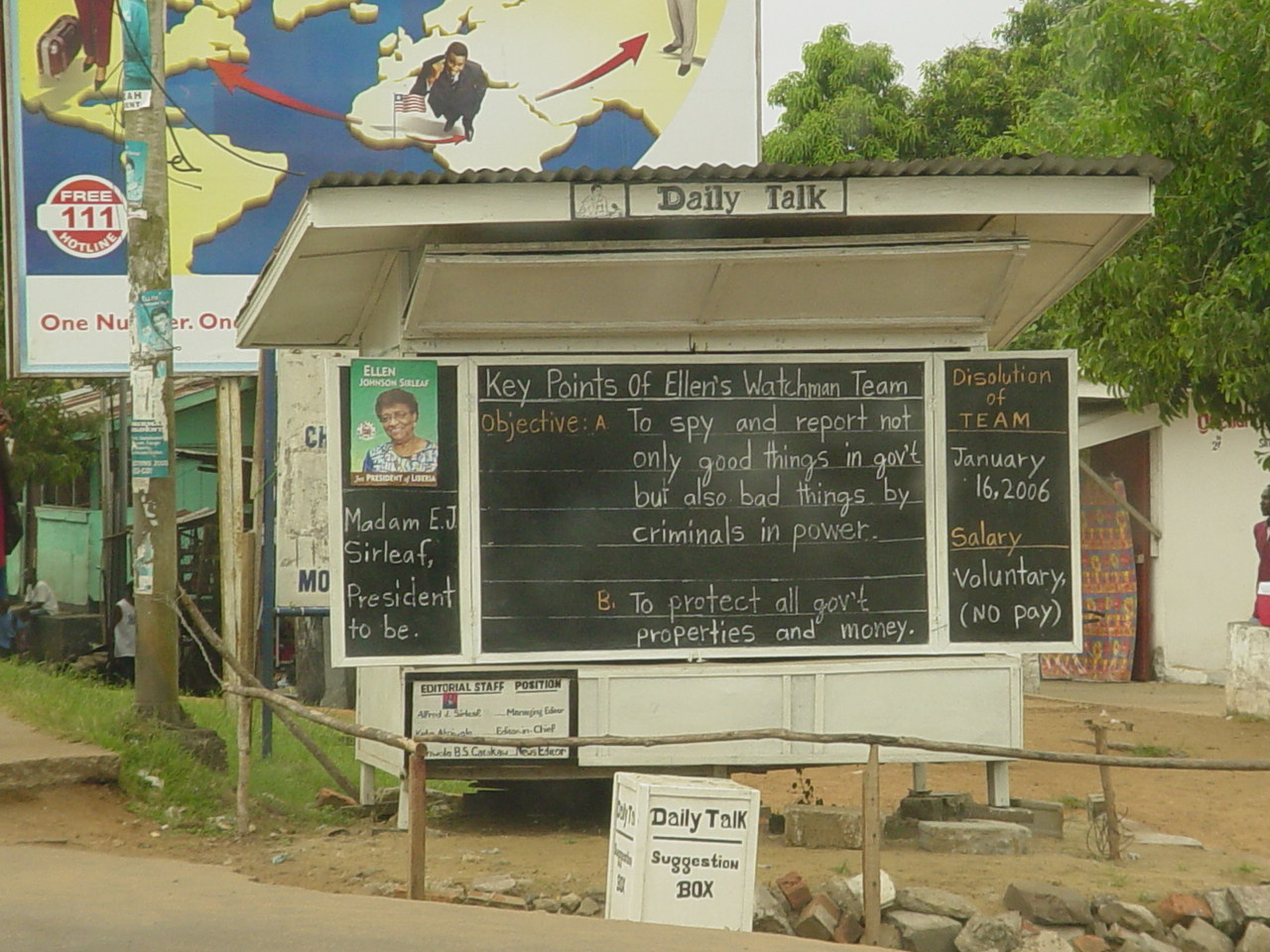
The Daily Talk : panneau d'information à Monrovia

- Media in Liberia (en), Média au Liberia (rubriques)
- Communications au Liberia (en), dont radio, télévision, téléphonie, internet
- Journalistes au Libéria

En 2016, le classement mondial sur la liberté de la presse établi chaque année par Reporters sans frontières situe le Libéria au 73e rang sur 180 pays. Bien qu'il ait été le premier pays d’Afrique de l'Ouest à adopter une loi protégeant la liberté de l’information, l'autocensure y reste de mise : on n'aborde pas des sujets tels que la famille de la présidente ou la corruption du gouvernement.

### Presse écrite
- Presse écrite au Liberia

### Radio
- Star Radio

## Littérature
- Littérature au Liberia (en)
- Écrivains du Liberia, Liste d'écrivains libériens (en)
- Edward Wilmot Blyden (1832-1912), W. E. B. Du Bois (1868-1963), Marcus Garvey (1887-1940)…
- Fatima Massaquoi (1904-1978)
- Roland T. Dempster (en) (1910-1965), Bai T. Moore (en) (1916-1988)
- Wilton G. S. Sankawulo (1937-2009)
- Similih-Managwalah Cordor (1946-)
- Vamba Omar Sherif (1973-), Hawa Jande Golakai (1979-)…
- Murder in the Cassava Patch (en) (1968)

## Artisanats
- Arts appliqués, Arts décoratifs, Arts mineurs, Artisanat d'art, Artisan(s), Trésor humain vivant, Maître d'art
- Artisanat au Liberia (en)

Les savoir-faire liés à l’artisanat traditionnel relèvent (pour partie) du patrimoine culturel immatériel de l'humanité.

### Arts graphiques
- Calligraphie, Enluminure, Gravure, Origami
- Liste de sites pétroglyphiques en Afrique, Art rupestre

### Textiles
- Art textile, Arts textiles, Fibre, Fibre textile, Design textile
- Mode, Costume, Vêtement, Confection de vêtement, Stylisme
- Technique de transformation textile, Tissage, Broderie, Couture, Tricot, Dentelle, Tapisserie

### Cuir
- Maroquinerie, Cordonnerie, Fourrure

### Papier
- Papier, Imprimerie, Techniques papetières et graphiques, Enluminure, Graphisme, Arts graphiques, Design numérique

### Bois
- Travail du bois, Boiserie, Menuiserie, Ébénisterie, Marqueterie, Gravure sur bois, Sculpture sur bois, Ameublement, Lutherie

### Métal
- Métal, Sept métaux, Ferronnerie, Armurerie, Fonderie, Dinanderie, Dorure, Chalcographie

### Poterie, céramique, faïence
- Mosaïque, Poterie, Céramique, Terre cuite
- Céramique d'Afrique subsaharienne

### Verrerie d'art
- Art verrier, Verre, Vitrail, Miroiterie

### Joaillerie, bijouterie, orfèvrerie
- Lapidaire, Bijouterie, Horlogerie, Joaillerie, Orfèvrerie

### Espace
- Architecture intérieure, Décoration, Éclairage, Scénographie, Marbrerie, Mosaïque
- Jardin, Paysagisme

## Arts visuels
- Art africain traditionnel, Art contemporain africain
- Liste de sites pétroglyphiques en Afrique, Art rupestre
- Architecture, architectures traditionnelles, architectures modernes
- Peinture
- Sculpture
- Photographie
- Très peu d'articles accessibles sur l'art ou les artistes au Libéria[3],[4],[5]…

## Arts du spectacle
- Spectacle vivant, Performance, Art sonore
- Prix libérien du divertissement (en)

### Musique(s)
- Catégorie:Musique par pays, Musique improvisée, Improvisation musicale
- Musique du Liberia (en)
- Master drummer (en)

### Danse(s)
- Musiques, danses et chants traditionnels
- Musiques et danses contemporaines

### Théâtre
- Improvisation théâtrale, Jeu narratif

### Autres: marionnettes, mime, pantomime, prestidigitation
- Arts de la rue, Arts forains, Cirque,Théâtre de rue, Spectacle de rue,
- Marionnette, Arts pluridisciplinaires, Performance (art)…
- Arts de la marionnette au Liberia sur le site de l'Union internationale de la marionnette

### Cinéma
- Cinéma libérien
- Films se déroulant au Liberia

### Autres
- Vidéo, Jeux vidéo, Art numérique, Art interactif
- Réseau africain des promoteurs et entrepreneurs culturels (RAPEC), ONG
- Société africaine de culture, association (SAC, 1956), devenue Communauté africaine de culture (CAC)
- Congrès des écrivains et artistes noirs (1956)
- Festival mondial des arts nègres (1966, 2010)
- Confréries de chasseurs en Afrique

## Tourisme
- Tourisme au Liberia (en)

## Patrimoine
Le programme Patrimoine mondial (UNESCO, 1971) n'a pour ce pays rien inscrit dans sa liste du Patrimoine mondial (au 15/01/2016).
Le programme Patrimoine culturel immatériel (UNESCO, 2003) n'a rien inscrit pour ce pays dans sa liste représentative du patrimoine culturel immatériel de l’humanité (au 15/01/2016).
Le programme Mémoire du monde (UNESCO, 1992) n'a rien inscrit pour ce pays dans son registre international Mémoire du monde (au 15/01/2016).

### Musées et autres institutions
- Liste de musées au Liberia.

### Discographie
- (en) Folk music of Liberia (enreg. Packard L. Okie), Smithsonian Folkways recordings, Washington, D.C., 1954
- (en) Music of the Kpelle of Liberia, Smithsonian Folkways recordings, Washington, D.C., 1972
- (en) Music of the vai of Liberia, Smithsonian Folkways recordings, Washington, D.C., 1982